# Šimon z Montfortu, 6. hrabě z Leicesteru
Šimon z Montfortu, 6. hrabě z Leicesteru (1208 – 4. srpna 1265) byl hlavním vůdcem baronského odporu vůči Jindřichovi III. Po vzpouře z let 1263–1264 se Montfort stal de facto vládcem Anglie a svolal jednání prvního voleného parlamentu v Evropě. Proto je Simon de Montfort považován za jednoho z předchůdců myšlenky moderního parlamentarismu.

## Mládí
Byl mladším synem Simona z Montfortu, 5. hraběte z Leicesteru, francouzského šlechtice, který se účastnil čtvrté křížové výpravy. Jeho prababičkou byla Amicia de Beaumont, spoludědička hrabství leicesterského a rozsáhlých pozemků v Anglii, ale král Jan Bezzemek nedovolil, aby vazal francouzského krále vlastnil tak rozsáhlé panství v Anglii.
Jako mladý chlapec doprovázel se svou matkou otce na tažení proti Albigenským. Při obléhání Toulouse byl jeho otec zabit. Po otcově smrti se stal jeho nástupcem Simonův starší bratr Amaury. Roku 1229 se Simon dohodl se svým bratrem na tom, že se vzdá svých nároků ve Francii a Amaury se na oplátku vzdá nároků v Anglii. Tím se Simon vyvázal z poddanství francouzskému králi a přihlásil se o své anglické panství. Trvalo ale několik let, než se domohl všech nároků a byl formálně jmenován hrabětem.

## Sňatek
V lednu 1238 se Montfort oženil s Eleanorou Anglickou, dcerou krále Jana Bezzemka a sestrou krále Jindřicha III. Sňatek se uskutečnil se souhlasem krále, ale utajeně a bez konzultace s vlivnými barony, což si takto důležitý sňatek vyžadoval. Anglická aristokracie protestovala proti sňatku sestry krále s cizincem. Richard, 1. hrabě z Cornwallu se poté, co se dověděl o sňatku, vzbouřil a Jindřich si ho udobřil až výkupným ve výši 6 000 marek.
Vztahy mezi Jindřichem a Montfortem byly zpočátku srdečné. Jindřich Montforta podpořil v jeho žádosti o schválení sňatku papežem. Když se Montfortovi a Eleanoře narodil v listopadu 1238 první syn, byl pokřtěn Jindřich na počest svého královského strýce. V únoru 1239 byl Montfort formálně jmenován hrabětem z Leicesteru. Pracoval i jako Jindřichův poradce a byl jedním z devíti kmotrů Jindřichova syna Eduarda.

## Křížová výprava a obrat proti králi

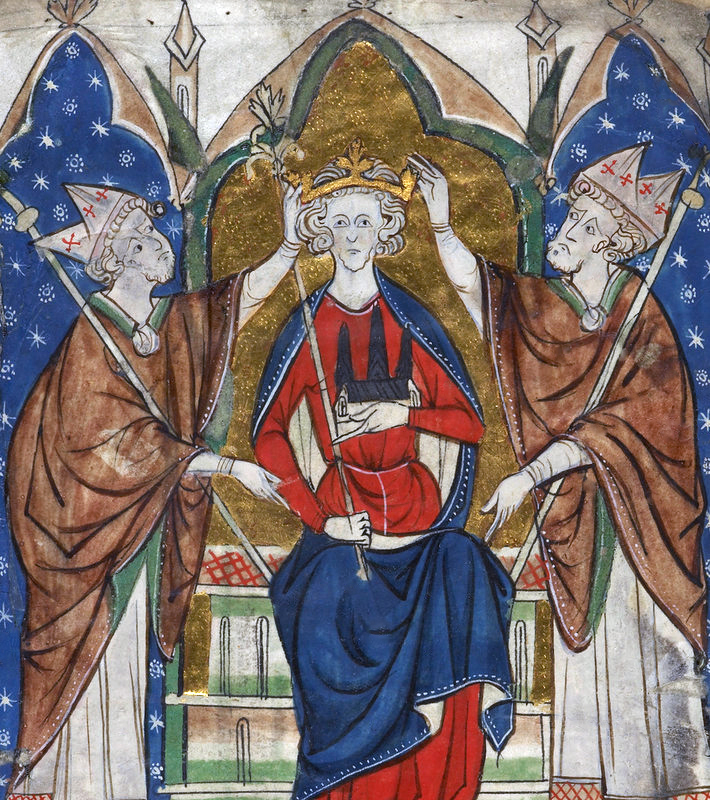
Jindřich III. Plantagenet (korunovace na dobové iluminaci)

Krátce po Eduardově narození došlo k obratu ve vztahu mezi oběma švagry. Montfort dlužil velkou částku Tomáši, hraběti z Piemontu, a uvedl nic netušícího Jindřicha jako ručitele. Když se to králi doneslo, byl velmi rozzloben. 9. srpna 1239 se s Montfortem pohádal, pohrozil mu vězením v Toweru a obvinil ho z toho, že svedl jeho sestru a že povolení k sňatku s ní dal Jindřich pouze proto, aby se vyhnul skandálu. Zdá se, že se jednalo spíše o výbuch Jindřichova hněvu, než popis faktů. Montfort raději odjel s manželkou do Francie.
Montfort již dříve oznámil svůj záměr účastnit se křížové výpravy a tak shromáždil finanční prostředky a vypravil se v létě 1240 do Svaté země. Jeho vojsko se připojilo k mnohem větší armádě, které velel jeho bratr Amaury. Na podzim se ale vrátil ze Sýrie a připojil s k Jindřichovu tažení do Poitou. Tažení skončilo neúspěchem a popudilo Montforta k tvrzení, že Jindřich by měl být více kontrolován. Roztržky mezi nimi byly zapříčiněny více faktory. Mezi jinými to byl hladomor a názor anglických baronů, že Jindřich straní příslušníkům královniny rodiny, které dosazuje do vysokých pozicí u anglického dvora.
Roku 1248 se Montfort chtěl znovu vydat na křížovou výpravu, ale na žádost Jindřicha a královské rady se stal správcem Gaskoňska. Objevily se stížnosti na přílišnou tvrdost, s níž Montfort řešil spory mezi různými skupinami v této oblasti. Jindřich se rozzlobil a ustanovil formální vyšetřovací komisi. Montfort byl formálně zbaven obvinění z útisku, což se Jindřichovi nelíbilo, a tak, aby se vyhnul jeho zlobě, zůstal Montfort ve Francii.
Francouzská aristokracie nabídla Montfortovi, aby se stal regentem, ale Montfort preferoval usmíření s Jindřichem, čehož roku 1253 dosáhl. Pomáhal sice Jindřichovi v řešení sporu v Gaskoňsku, ale jejich zájmy se již rozešly. Při jednání parlamentu roku 1254 vedl Montfort opozici, která nechtěla akceptovat požadavky na půjčky. V letech 1256 až 1257, kdy se spory obou skupin vyhrotily, zachoval Montfort králi věrnost. Spolu s Petrem, hrabětem savojským, se pokusili urovnat spory o Jindřichův závazek papeži zúčastnit se ve válce na Sicílii.
Nicméně při jednání parlamentu roku 1258 v Oxfordu se spolu s Gilbertem, hrabětem z Gloucesteru, postavil do čela opozice. Uvádí se, že se Montfort zdráhal souhlasit s Oxfordskými ustanoveními, návrhem ústavy omezujícími pravomoci panovníka, ale byl uveden v seznamu patnácti členů rady, která měla kontrolovat správu země. Zdá se, že byl spíše nakloněn ke kompromisu s royalisty vedenými princem Eduardem, ale Jindřichův úspěch v rozdělení názorové jednoty baronů odsoudil možnou dohodu k neúspěchu. Roku 1261 Jindřich odvolal svůj souhlas s Oxfordskými ustanoveními a Montfort utekl ze země.

## Válka proti králi

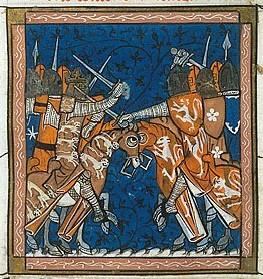
Občanská válka (dobová iluminace)

Montfort se, na pozvání baronů, vrátil roku 1263. Baroni byli přesvědčeni o Jindřichově nechuti k jakýmkoli reformám a rozhodli se vzbouřit s úmyslem prosadit obnovení formy vlády deklarované v Oxfordských ustanoveních. V počátku se zdálo, že budou mít úspěch, ale dopustili se chyby, když přijali králův návrh, aby spor rozsoudil francouzský král Ludvík IX., Jindřichův švagr. V lednu 1264 Ludvík rozhodl v Amiensu, že ustanovení jsou protiprávní a neplatná. Montfort, který zůstal v Anglii, aby se připravil k vládě, okamžitě pokračoval ve válce a tak se dostal do pozice zrádce. I když měl pouze podporu měšťanů a několika mladých baronů, dokázal zvítězit 14. května 1264 v bitvě u Lewes a zajmout krále, prince Eduarda a Richarda Cornwallského a nechal je uvěznit. Montfort toto vítězství použil k vytvoření vlády, se kterou svázal svou budoucnost. Nejslabším bodem jeho plánu bylo vytvoření triumvirátu (sestával z jeho osoby, mladého hraběte z Gloucesteru a biskupa z Chichesteru).
Montfort poslal své zástupce do každého hrabství a vybraných měst a žádal, aby na jednání parlamentu byli vyslání dva zástupci. Nejednalo se o první anglický parlament, ale jeho hlavní odlišností bylo to, že Montfort trval na tom, aby zástupci byli voleni. Odsud pochází moderní myšlenka demokratické reprezentace v parlamentu. Právo volit zástupce v rámci hrabství bylo univerzální pro svobodné občany, kteří vlastnili půdu s minimálním ročním výnosem 40 šilinků. Ve městech byla pravidla různá.

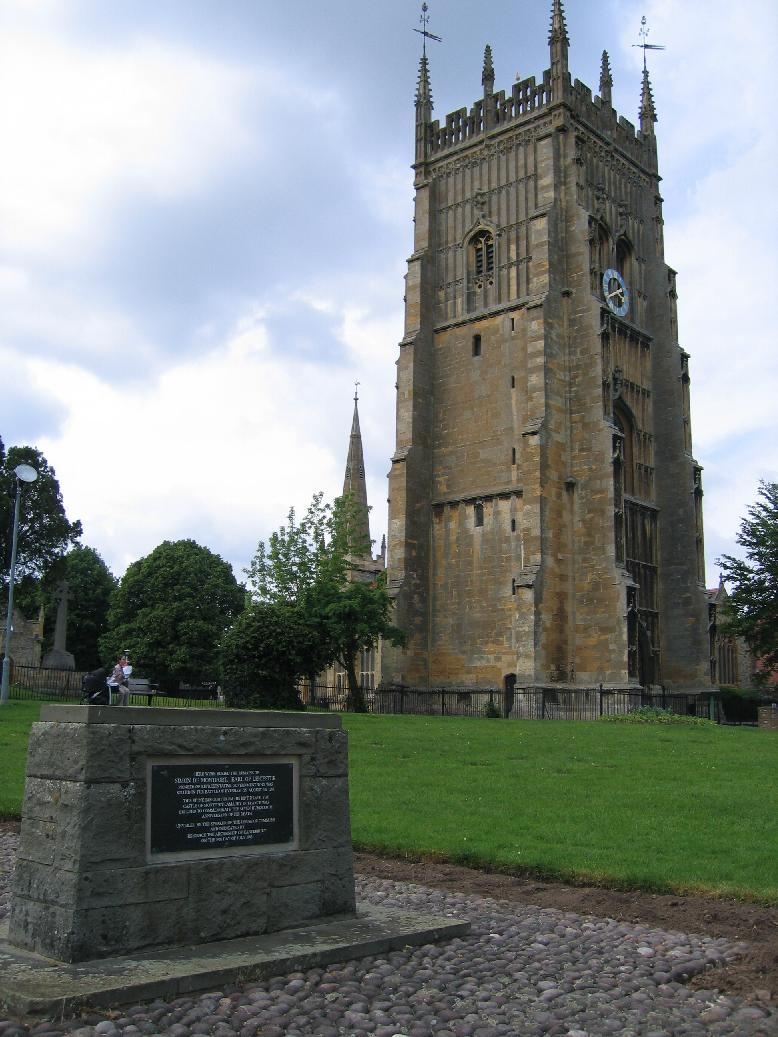
Pamětní kámen na místě Montfortova hrobu

Mnoho baronů, kteří ho původně podporovali, se začalo domnívat, že reformy zacházejí příliš daleko a zvětšující se počet nepřátel přispěl k Montfortovu pádu. Princi Eduardovi se podařilo z věznění uniknout. I když obdržel od waleského spojence Llywellyna ap Gruffydda posily, bylo vojsko boji vyčerpáno. Přesto se svým vojskem napadl Montfortovy síly u Kenilworthu a zajal většinu Montfortových spojenců. Montfort s vojáky překročil řeku Severn a chtěl se spojit se silami syna Simona. Když uviděl vojsko, které na něho čekalo, domníval se, že je to synova armáda. Jednalo se ale o síly prince Eduarda, která držela korouhve patřící silám jeho syna, které Eduardovo vojsko ukořistilo u Kenilworthu a Montfort tak padl do léčky.

## Smrt
Simon de Montfort padl 4. srpna 1265 v bitvě u Eveshamu údajně se slovy „Nyní nastal čas zemřít“ a byl pohřben v nedalekém Eveshamském opatství. V této bitvě bylo reformní vojsko kompletně zničeno. Montfortovo tělo bylo rozsekáno, hlava byla pověšena na London Bridge, dokud nezpráchnivěla, a ostatní části těla, které byly nalezeny na bojišti, pochovali kněží pod oltářem Eveshamského opatství. Místo Simonova hrobu se stalo poutním místem, dokud se o tom nedozvěděl král Jindřich, který přikázal, aby Montfortovy ostatky byly pohřbeny v neoznačeném hrobě.